# ۱۶ درجه
۱۶ درجه یا ۱۶ افراطی (به انگلیسی: 16 Extremes) فیلمی هندی محصول سال ۲۰۱۶ و به کارگردانی کارتیک ناران است. در این فیلم بازیگرانی همچون رحمان، پرا کاش ویجایاراغوان، آشوین کومار و یاشیکا آناند ایفای نقش کرده‌اند.